# Bernard Werber
Bernard Werber, geboren op 18 september 1961 in Toulouse, is een Franse schrijver. Hij is vooral bekend van zijn Mieren-trilogie.
In zijn werk, dat is vertaald in een dertigtal talen, brengt hij spiritualiteit, sciencefiction, whodunit, biologie, mythologie samen. De auteur omschrijft zijn stijl soms als 'filosofie-fictie'. 

## Biografie
Al op erg jonge leeftijd heeft Bernard Werber belangstelling voor tekenen, maar hij blinkt vooral uit in schrijven. Hij is een gemiddelde leerling maar heeft moeite met piano  en met sport.
Na twaalf jaar werken en tientallen weigeringen van uitgeverijen verschijnt zijn eerste roman Les Fourmis in maart 1991. In 1993 wint hij met De wraak van de mieren de lezersprijs van het magazine Elle in Frankrijk. In oktober 1994 verschijnt De revolutie van de mieren.
In 2016 verschijnt de roman Demain les chats, het eerste deel van een trilogie. In 2019 verschijnt een tweede roman Sa majesté des chats. In 2020 verschijnt het laatste deel van de kattentrilogie La planète des chats.

## Literaire thema's
In Werbers boeken komen vaak antropomorfe dieren voor, waaronder dolfijnen, ratten, mieren en katten. Hij gebruikt personages ook symbolisch om de evolutie van de ziel te weerspiegelen.
Werber is lid van het Instituut voor Onderzoek van Buitengewone Ervaringen (INREES), een organisatie die professionals uit de mentale gezondheidszorg, dokters en zorgverleners in het algemeen, wil sensibiliseren voor buitengewone of ongewone ervaringen. Die benadering is ook voelbaar in zijn romans, zoals, bijvoorbeeld, Les Thanatonautes, waarin een spritualistische kijk op bijna-doodervaringen naar voren wordt geschoven. In Nos amis les humains (een theaterstuk) vertelt hij het verhaal van ontvoeringen door buitenaardse wezens. De invloed van de wetenschap, het paranormale en spiritualiteit is aanwezig in meerdere van zijn romans.
- Biblioteca Nacional de España: XX1158820
- Bibliothèque nationale de France: cb122013821 (data)
- CiNii: DA05831992
- Gemeinsame Normdatei: 12060616X
- International Standard Name Identifier: 0000 0000 8161 0484
- Library of Congress Control Number: n94088954
- Nationale Bibliotheek van Letland: 000148235
- MusicBrainz: 977cb848-91f2-49f7-bd22-f8265199d2f6
- Bibliotheek van het Japanse parlement: 00516922
- Nationale Bibliotheek van Tsjechië: xx0017949
- Nationale bibliotheek van Australië: 35380368
- Nationale Bibliotheek van Israël: 987007308626705171
- Nationale Bibliotheek van Polen: a0000001633781
- Nationale en Universitaire bibliotheek Zagreb: 000238648
- Nederlandse Thesaurus van Auteursnamen: 103785779
- Réseau des bibliothèques de Suisse occidentale: 02-A003968129
- Istituto Centrale per il Catalogo Unico: RAVV077688
- SNAC: w6zg6ssf
- Système universitaire de documentation: 030637554
- Trove: 932237
- Virtual International Authority File: 85414048
- WorldCat: E39PBJg4qPmv3V6VgfMkKxcByd